# Serie B 2023–24
Serie B 2023–24 (được gọi là Serie BKT vì lý do tài trợ) là mùa giải thứ 92 của Serie B kể từ khi thành lập vào năm 1929.

## Thay đổi
Các đội sau đã thay đổi hạng đấu kể từ sau mùa giải 2022–23:

### Đến Serie B
Xuống hạng từ Serie A
- Spezia
- Cremonese
- Sampdoria

Thăng hạng từ Serie C
- Feralpisalò (Bảng A)
- Reggiana (Bảng B)
- Catanzaro (Bảng C)
- Lecco (Thắng play-off)

### Từ Serie B
Thăng hạng lên Serie A
- Frosinone
- Genoa
- Cagliari

Xuống hạng Serie C
- Benevento
- Perugia
- S.P.A.L.
- Reggina (loại trừ)

Feralpisalò sẽ chơi ở Serie B lần đầu tiên trong lịch sử của mình, là đội thứ 125 tham gia giải đấu này.
Sau 50 năm vắng bóng, Lecco trở lại Serie B lần đầu tiên kể từ năm 1973, Catanzaro trở lại Serie B sau 17 năm thi đấu ở các giải hạng dưới và Reggiana trở lại Serie B sau 2 năm thi đấu ở Serie C.
Vào ngày 1 tháng 7 năm 2023, Co.Vi.So.C. đã từ chối đơn đăng ký của Lecco (do tài liệu liên quan đến địa điểm sân nhà Padua của họ cho mùa giải được trình bày muộn) và Reggina (do những bất thường về tài chính). Khi kháng cáo, Hội đồng Liên bang đã tái xét xử Lecco, nhưng xác nhận việc loại trừ Reggina. Mức độ kháng cáo sau đây, Collegio di Garanzia của Ủy ban Olympic Ý, đã giữ lại việc loại trừ Reggina đồng thời ra phán quyết ủng hộ yêu cầu của Perugia bác bỏ quyết định chấp nhận Lecco của FIGC.
Vào ngày 3 tháng 8, Tòa án Hành chính Rome một lần nữa hủy bỏ việc loại trừ Lecco, đưa câu lạc bộ Lombardian trở lại giải Serie B, đồng thời từ chối yêu cầu tái gia nhập của Reggina. Những quyết định đó dự kiến sẽ được kháng cáo tại Hội đồng Nhà nước vào ngày 29 tháng 8. Trong trường hợp có bất kỳ vị trí tuyển dụng nào, Brescia và Perugia (theo thứ tự đó) dự kiến sẽ được nhận lại giải đấu.
Vào ngày 30 tháng 8, Hội đồng Nhà nước bác bỏ yêu cầu của Perugia và Reggina và đưa ra phán quyết có lợi cho Lecco và Brescia, do đó hai đội được phép tham gia giải đấu.

## Các đội bóng

### Số đội theo vùng
| Số đội | Vùng               | Đội                                            |
| ------ | ------------------ | ---------------------------------------------- |
| 5      | Lombardy           | Brescia, Como, Cremonese, Feralpisalò và Lecco |
| 3      | Emilia-Romagna     | Modena, Parma và Reggiana                      |
| 2      | Calabria           | Catanzaro và Cosenza                           |
| 2      | Liguria            | Sampdoria và Spezia                            |
| 2      | Veneto             | Cittadella và Venezia                          |
| 1      | Apulia             | Bari                                           |
| 1      | Marche             | Ascoli                                         |
| 1      | Sicily             | Palermo                                        |
| 1      | Trentino-Nam Tirol | Südtirol                                       |
| 1      | Tuscany            | Pisa                                           |
| 1      | Umbria             | Ternana                                        |

### Sân vận động
| Đội         | Địa điểm                 | Sân vận động                                    | Sức chứa     | Mùa 2022–23                         |
| ----------- | ------------------------ | ----------------------------------------------- | ------------ | ----------------------------------- |
| Ascoli      | Ascoli Piceno            | Cino e Lillo Del Duca                           | 11.326       | thứ 12                              |
| Bari        | Bari                     | San Nicola                                      | 58.270       | thứ 3                               |
| Brescia     | Brescia                  | Mario Rigamonti                                 | 19.500       | thứ 16                              |
| Catanzaro   | Catanzaro                | Nicola Ceravolo                                 | 14.650       | Vô địch Bảng C Serie C (thăng hạng) |
| Cittadella  | Cittadella               | Pier Cesare Tombolato                           | 7.623        | thứ 15                              |
| Como        | Como                     | Giuseppe Sinigaglia                             | 13.602       | thứ 13                              |
| Cosenza     | Cosenza                  | San Vito-Gigi Marulla                           | 20.987       | thứ 17                              |
| Cremonese   | Cremona                  | Giovanni Zini                                   | 15.191       | thứ 19 Serie A (xuống hạng)         |
| Feralpisalò | Salò và Lonato del Garda | Leonardo Garilli                                | 21.668       | Vô địch Bảng A Serie C (thăng hạng) |
| Lecco       | Lecco                    | Rigamonti-Ceppi Euganeo                         | 4.995 18.060 | thắng play-off Serie C (thăng hạng) |
| Modena      | Modena                   | Alberto Braglia                                 | 21.151       | thứ 10                              |
| Palermo     | Palermo                  | Renzo Barbera                                   | 36.365       | thứ 9                               |
| Parma       | Parma                    | Ennio Tardini                                   | 22.352       | thứ 4                               |
| Pisa        | Pisa                     | Arena Garibaldi – Sân vận động Romeo Anconetani | 14.000       | thứ 11                              |
| Reggiana    | Reggio Emilia            | Mapei – Città del Tricolore                     | 21.525       | Vô địch Bảng B Serie C (thăng hạng) |
| Sampdoria   | Genoa                    | Luigi Ferraris                                  | 33.205       | thứ 20 Serie A (xuống hạng)         |
| Spezia      | La Spezia                | Alberto Picco                                   | 11.968       | thứ 18 Serie A (xuống hạng)         |
| Südtirol    | Bolzano                  | Druso                                           | 5.539        | thứ 6                               |
| Ternana     | Terni                    | Libero Liberati                                 | 22.000       | thứ 14                              |
| Venezia     | Venice                   | Pier Luigi Penzo                                | 11.150       | thứ 8                               |

1. ↑  Feralpisalò tạm thời chuyển đến sân vận động Leonardo Garilli (sân nhà của Piacenza) sau khi sân vận động Lino Turina không đáp ứng được yêu cầu của Serie B.
2. ↑  Lecco chơi ở sân vận động Euganeo (sân nhà của Padova) trận sân nhà đầu tiên trong mùa giải vì sân vận động Rigamonti-Ceppi ban đầu không đáp ứng được yêu cầu của Serie B.

### Nhân sự và trang phục
| Đội         | Chủ tịch                  | Huấn luyện viên               | Đội trưởng         | Nhà sản xuất trang phục | Nhà tài trợ áo đấu (trước)                                                         | Nhà tài trợ áo đấu (sau)                                              | Nhà tài trợ áo đấu (tay áo)                                 | Nhà tài trợ quần                          |
| ----------- | ------------------------- | ----------------------------- | ------------------ | ----------------------- | ---------------------------------------------------------------------------------- | --------------------------------------------------------------------- | ----------------------------------------------------------- | ----------------------------------------- |
| Ascoli      | Carlo Neri                | Massimo Carrera               | Eric Botteghin     | Nike                    | Fainplast, Bricofer                                                                | Bricofer/Impresa Generale Costruzioni/Edilizia Casciaroli/ATTAL Group | Impresa Turzo (H)/Edil Style (A)                            | Gruppo Boero                              |
| Bari        | Luigi De Laurentiis       | Federico Giampaolo (tạm thời) | Valerio Di Cesare  | Kappa                   | Molino Casillo                                                                     | MV Line                                                               | Decò Supermercati                                           | Granoro                                   |
| Brescia     | Massimo Cellino           | Rolando Maran                 | Dimitri Bisoli     | Kappa                   | Gruppo DAC                                                                         | Le Stagioni d'Italia                                                  | Pardgroup                                                   | Eat Pink                                  |
| Catanzaro   | Floriano Noto             | Vincenzo Vivarini             | Pietro Iemmello    | EYE Sport               | Coop, Volkswagen Bencivenni                                                        | Principe Srl                                                          | Main Solution Srl                                           | Coop                                      |
| Cittadella  | Andrea Gabrielli          | Edoardo Gorini                | Simone Branca      | Erreà                   | Sirmax, Gruppo Gabrielli                                                           | Stylplex (H)/Quartzforms (A)/Marmo Arredo (T)                         | Pastificio Cecchin                                          | Scilm (H)/Stylplex (A & T)                |
| Como        | Dennis Wise               | Osian Roberts (tạm thời)      | Alessandro Bellemo | Erreà                   | Mola (H & A)/Quelli che con Luca (T)                                               | Acqua S.Bernardo                                                      | không                                                       | không                                     |
| Cosenza     | Eugenio Guarascio         | William Viali                 | Alessandro Micai   | Nike                    | Patata della Sila, Volkswagen Chiappetta                                           | Peperoncino Malizia                                                   | không                                                       | 3F Falvo Group                            |
| Cremonese   | Paolo Rossi               | Giovanni Stroppa              | Matteo Bianchetti  | Acerbis                 | Ilta Inox (H)/Arinox (A & T), Arvedi                                               | Gruppo Mauro Saviola                                                  | Arvedi Tubo Acciaio                                         | không                                     |
| Feralpisalò | Giuseppe Pasini           | Marco Zaffaroni               | Davide Balestrero  | WeArlequin              | Feralpi Siderurgica, VI.BI. Elettrorecuperi (H & A)/Feralpi Presider (thi đấu Cup) | Sae Flex (H)/Olimpia Splendid (A & T)/Recuperi Metalfer (thi đấu Cup) | Appia Antica (H)/Comelli Rottami Metallici (A)/Caleotto (T) | Gabogas (H)/Trailer (A)/ Imbal Carton (T) |
| Lecco       | Cristian Di Nunno         | Andrea Malgrati (tạm thời)    | Vedran Celjak      | Legea                   | Cantine Pirovano, Casa Coller                                                      | Galperti                                                              | Terre Bentivoglio                                           | Fiocchi                                   |
| Modena      | Carlo Rivetti             | Pierpaolo Bisoli              | Antonio Pergreffi  | New Balance             | Kerakoll                                                                           | SAU Group                                                             | Reflexallen                                                 | Studio Appari                             |
| Palermo     | Dario Mirri               | Michele Mignani               | Matteo Brunori     | Puma                    | Old Wild West, Bisaten                                                             | A29 Energy Service Company                                            | L.T. Costruzioni                                            | Nuova Sicilauto                           |
| Parma       | Kyle J. Krause            | Fabio Pecchia                 | Enrico Del Prato   | Puma                    | Prometeon, Classic Football Shirts                                                 | inX.aero                                                              | không                                                       | CAD Euro Pool                             |
| Pisa        | Giuseppe Corrado          | Alberto Aquilani              | Marius Marin       | Adidas                  | Cetilar, SEAC-ESCO                                                                 | Hi-turf Solution                                                      | Gruppo Paim                                                 | Toni Luigi Scavi và Demolizioni           |
| Reggiana    | Carmelo Salerno           | Alessandro Nesta              | Paolo Rozzio       | Macron                  | Immergas, Righi Food                                                               | FIAT Autostile                                                        | CAI Consulenze Aste Immobiliari                             | Fortlan-Dibi                              |
| Sampdoria   | Marco Lanna               | Andrea Pirlo                  | Fabio Depaoli      | Macron                  | Banca Ifis                                                                         | LaMiaLiguria                                                          | không                                                       | không                                     |
| Spezia      | Philip Raymond Platek Jr. | Luca D'Angelo                 | Dimitris Nikolaou  | Kappa                   | Spigas Clienti                                                                     | LaMiaLiguria                                                          | Iozzelli Magazzini Edili                                    | không                                     |
| Südtirol    | Gerhard Comper            | Federico Valente              | Fabian Tait        | Mizuno                  | Südtirol, Duka                                                                     | TopHaus                                                               | Alperia                                                     | Ci Gusta                                  |
| Ternana     | Nicola Guida              | Roberto Breda                 | Marco Capuano      | Macron                  | Pharmaguida, Lenergia                                                              | Telematica Italia                                                     | Orsolini Amedeo                                             | Autoservizi Troiani                       |
| Venezia     | Duncan L. Niederauer      | Paolo Vanoli                  | Marco Modolo       | Kappa                   | Bechèr                                                                             | Gruppo Geromin                                                        | CharityStars                                                | inX.aero                                  |

### Thay đổi huấn luyện viên
| Đội         | HLV ra đi           | Lý do                     | Ngày ra đi | Vị trí trên BXH | Thay bởi                      | Ngày ký    |
| ----------- | ------------------- | ------------------------- | ---------- | --------------- | ----------------------------- | ---------- |
| Modena      | Attilio Tesser      | Sa thải                   | 23/5/2023  | trước mùa giải  | Paolo Bianco                  | 1/7/2023   |
| Pisa        | Luca D'Angelo       | Sa thải                   | 2/6/2023   | trước mùa giải  | Alberto Aquilani              | 1/7/2023   |
| Ternana     | Cristiano Lucarelli | Sa thải                   | 21/6/2023  | trước mùa giải  | Aurelio Andreazzoli           | 1/7/2023   |
| Reggiana    | Aimo Diana          | Hết hạn hợp đồng          | 30/6/2023  | trước mùa giải  | Alessandro Nesta              | 1/7/2023   |
| Sampdoria   | Dejan Stanković     | Hết hạn hợp đồng          | 30/6/2023  | trước mùa giải  | Andrea Pirlo                  | 1/7/2023   |
| Ascoli      | Roberto Breda       | Hết hạn hợp đồng          | 30/6/2023  | trước mùa giải  | William Viali                 | 1/7/2023   |
| Cosenza     | William Viali       | Ký bởi Ascoli             | 30/6/2023  | trước mùa giải  | Fabio Caserta                 | 1/7/2023   |
| Spezia      | Leonardo Semplici   | Hết hạn hợp đồng          | 30/6/2023  | trước mùa giải  | Massimiliano Alvini           | 6/7/2023   |
| Ternana     | Aurelio Andreazzoli | Sự đồng thuận             | 11/7/2023  | trước mùa giải  | Cristiano Lucarelli           | 14/7/2023  |
| Cremonese   | Davide Ballardini   | Sa thải                   | 18/9/2023  | thứ 9           | Giovanni Stroppa              | 19/9/2023  |
| Bari        | Michele Mignani     | Sa thải                   | 9/10/2023  | thứ 12          | Pasquale Marino               | 10/10/2023 |
| Lecco       | Luciano Foschi      | Sa thải                   | 9/10/2023  | thứ 20          | Emiliano Bonazzoli            | 12/10/2023 |
| Feralpisalò | Stefano Vecchi      | Sa thải                   | 23/10/2023 | thứ 19          | Marco Zaffaroni               | 23/10/2023 |
| Ternana     | Cristiano Lucarelli | Sa thải                   | 6/11/2023  | thứ 19          | Roberto Breda                 | 6/11/2023  |
| Brescia     | Daniele Gastaldello | Sa thải                   | 10/11/2023 | thứ 13          | Luca Belingheri (tạm thời)    | 10/11/2023 |
| Como        | Moreno Longo        | Sa thải                   | 13/11/2023 | thứ 7           | Cesc Fàbregas (tạm thời)      | 13/11/2023 |
| Ascoli      | William Viali       | Sa thải                   | 13/11/2023 | thứ 16          | Fabrizio Castori              | 13/11/2023 |
| Brescia     | Luca Belingheri     | Kết thúc quản lý tạm thời | 14/11/2023 | thứ 15          | Rolando Maran                 | 14/11/2023 |
| Spezia      | Massimiliano Alvini | Sa thải                   | 15/11/2023 | thứ 18          | Luca D'Angelo                 | 15/11/2023 |
| Südtirol    | Pierpaolo Bisoli    | Sa thải                   | 4/12/2023  | thứ 13          | Federico Valente              | 4/12/2023  |
| Como        | Cesc Fàbregas       | Kết thúc quản lý tạm thời | 23/12/2023 | thứ 3           | Osian Roberts (tạm thời)      | 24/12/2023 |
| Bari        | Pasquale Marino     | Sa thải                   | 5/2/2024   | thứ 13          | Giuseppe Iachini              | 6/2/2024   |
| Lecco       | Emiliano Bonazzoli  | Sa thải                   | 12/2/2024  | thứ 20          | Alfredo Aglietti              | 12/2/2024  |
| Cosenza     | Fabio Caserta       | Sa thải                   | 11/3/2024  | thứ 14          | William Viali                 | 11/3/2024  |
| Ascoli      | Fabrizio Castori    | Sa thải                   | 12/3/2024  | thứ 18          | Massimo Carrera               | 12/3/2024  |
| Lecco       | Alfredo Aglietti    | Sa thải                   | 3/4/2024   | thứ 20          | Andrea Malgrati (tạm thời)    | 3/4/2024   |
| Palermo     | Eugenio Corini      | Sa thải                   | 3/4/2024   | thứ 6           | Michele Mignani               | 3/4/2024   |
| Modena      | Paolo Bianco        | Sa thải                   | 13/4/2024  | thứ 13          | Pierpaolo Bisoli              | 14/4/2024  |
| Bari        | Giuseppe Iachini    | Sa thải                   | 15/4/2024  | thứ 16          | Federico Giampaolo (tạm thời) | 15/4/2024  |

## Bảng xếp hạng

### Bảng xếp hạng
| VT | Đội             | ST | T  | H  | B  | BT | BB | HS  | Đ  | Giành quyền tham dự hoặc xuống hạng   |
| -- | --------------- | -- | -- | -- | -- | -- | -- | --- | -- | ------------------------------------- |
| 1  | Parma (C, P)    | 38 | 21 | 13 | 4  | 66 | 35 | +31 | 76 | Thăng hạng lên Serie A                |
| 2  | Como (P)        | 38 | 21 | 10 | 7  | 58 | 40 | +18 | 73 | Thăng hạng lên Serie A                |
| 3  | Venezia (O, P)  | 38 | 21 | 7  | 10 | 69 | 46 | +23 | 70 | Vào bán kết play-off thăng hạng       |
| 4  | Cremonese       | 38 | 19 | 10 | 9  | 50 | 32 | +18 | 67 | Vào bán kết play-off thăng hạng       |
| 5  | Catanzaro       | 38 | 17 | 9  | 12 | 59 | 50 | +9  | 60 | Tham dự vòng loại play-off thăng hạng |
| 6  | Palermo         | 38 | 15 | 11 | 12 | 62 | 53 | +9  | 56 | Tham dự vòng loại play-off thăng hạng |
| 7  | Sampdoria       | 38 | 16 | 9  | 13 | 53 | 50 | +3  | 55 | Tham dự vòng loại play-off thăng hạng |
| 8  | Brescia         | 38 | 12 | 15 | 11 | 44 | 40 | +4  | 51 | Tham dự vòng loại play-off thăng hạng |
| 9  | Cosenza         | 38 | 11 | 14 | 13 | 47 | 42 | +5  | 47 |                                       |
| 10 | Modena          | 38 | 10 | 17 | 11 | 41 | 47 | −6  | 47 |                                       |
| 11 | Reggiana        | 38 | 10 | 17 | 11 | 38 | 45 | −7  | 47 |                                       |
| 12 | Südtirol        | 38 | 12 | 11 | 15 | 46 | 48 | −2  | 47 |                                       |
| 13 | Pisa            | 38 | 11 | 13 | 14 | 51 | 54 | −3  | 46 |                                       |
| 14 | Cittadella      | 38 | 11 | 13 | 14 | 40 | 47 | −7  | 46 |                                       |
| 15 | Spezia          | 38 | 9  | 17 | 12 | 36 | 49 | −13 | 44 |                                       |
| 16 | Ternana (R)     | 38 | 11 | 10 | 17 | 43 | 50 | −7  | 43 | Tham dự play-out trụ hạng             |
| 17 | Bari (O)        | 38 | 8  | 17 | 13 | 38 | 49 | −11 | 41 | Tham dự play-out trụ hạng             |
| 18 | Ascoli (R)      | 38 | 9  | 14 | 15 | 38 | 42 | −4  | 41 | Xuống hạng Serie C                    |
| 19 | Feralpisalò (R) | 38 | 8  | 9  | 21 | 44 | 65 | −21 | 33 | Xuống hạng Serie C                    |
| 20 | Lecco (R)       | 38 | 6  | 8  | 24 | 35 | 74 | −39 | 26 | Xuống hạng Serie C                    |

1. ↑  Sampdoria bị trừ 2 điểm do không nộp thuế từ tháng 1 đến tháng 3 năm 2023.
2. 1 2 3 4  Điểm đối đầu: Cosenza 11, Modena 11, Reggiana 7,  Südtirol 3; Hiệu số bàn thắng bại đối đầu: Cosenza +6, Modena +2.
3. 1 2  Điểm đối đầu: Pisa 2–1 Cittadella, Cittadella 0–1 Pisa.
4. 1 2  Điểm đối đầu: Bari 1–0 Ascoli, Ascoli 2–2 Bari.

### Vị trí theo vòng
Bảng liệt kê vị trí của các đội sau mỗi vòng thi đấu. Để duy trì các diễn biến theo trình tự thời gian, bất kỳ trận đấu bù nào (do bị hoãn) sẽ không được tính vào vòng mà chúng đã được lên lịch ban đầu, mà được thêm vào vòng đấu được diễn ra ngay sau đó.
| Đội ╲ Vòng  | 1      | 2  | 3  | 4  | 5  | 6  | 7  | 8  | 9  | 10 | 11 | 12 | 13 | 14 | 15 | 16 | 17 | 18 | 19 | 20 | 21 | 22 | 23 | 24 | 25 | 26 | 27 | 28 | 29 | 30 | 31 | 32 | 33 | 34 | 35 | 36 | 37 | 38 |    |
| ----------- | ------ | -- | -- | -- | -- | -- | -- | -- | -- | -- | -- | -- | -- | -- | -- | -- | -- | -- | -- | -- | -- | -- | -- | -- | -- | -- | -- | -- | -- | -- | -- | -- | -- | -- | -- | -- | -- | -- | -- |
| Đội ╲ Vòng  | Ascoli | 19 | 19 | 13 | 15 | 16 | 16 | 14 | 13 | 13 | 12 | 14 | 15 | 16 | 16 | 17 | 18 | 17 | 18 | 18 | 17 | 18 | 16 | 16 | 18 | 18 | 17 | 17 | 17 | 18 | 17 | 18 | 18 | 18 | 18 | 15 | 17 | 18 | 18 |
| Bari        | 11     | 9  | 6  | 7  | 8  | 9  | 12 | 12 | 12 | 14 | 10 | 8  | 10 | 10 | 10 | 9  | 11 | 11 | 11 | 10 | 10 | 12 | 15 | 12 | 9  | 10 | 11 | 13 | 15 | 15 | 14 | 15 | 16 | 16 | 18 | 16 | 17 | 17 |    |
| Brescia     | 17     | 18 | 18 | 13 | 10 | 11 | 11 | 11 | 11 | 9  | 12 | 13 | 15 | 15 | 12 | 12 | 10 | 9  | 9  | 8  | 8  | 9  | 8  | 9  | 10 | 9  | 9  | 7  | 7  | 8  | 8  | 7  | 7  | 7  | 7  | 8  | 8  | 8  |    |
| Catanzaro   | 12     | 7  | 4  | 3  | 5  | 5  | 6  | 5  | 4  | 3  | 4  | 5  | 6  | 6  | 4  | 4  | 4  | 6  | 7  | 6  | 7  | 7  | 7  | 6  | 6  | 6  | 6  | 5  | 6  | 6  | 5  | 5  | 5  | 5  | 5  | 5  | 5  | 5  |    |
| Cittadella  | 5      | 11 | 11 | 9  | 7  | 10 | 9  | 7  | 9  | 11 | 13 | 11 | 9  | 8  | 7  | 6  | 6  | 5  | 4  | 4  | 5  | 5  | 6  | 7  | 7  | 7  | 8  | 9  | 10 | 10 | 11 | 9  | 10 | 10 | 10 | 13 | 11 | 14 |    |
| Como        | 20     | 16 | 17 | 12 | 9  | 6  | 4  | 6  | 7  | 7  | 6  | 7  | 7  | 4  | 3  | 3  | 3  | 4  | 3  | 3  | 2  | 4  | 3  | 3  | 5  | 5  | 4  | 3  | 4  | 4  | 2  | 2  | 2  | 2  | 2  | 2  | 2  | 2  |    |
| Cosenza     | 1      | 3  | 7  | 10 | 12 | 8  | 10 | 8  | 6  | 6  | 9  | 10 | 8  | 9  | 9  | 11 | 12 | 12 | 14 | 15 | 14 | 11 | 11 | 13 | 11 | 11 | 10 | 14 | 14 | 14 | 15 | 14 | 14 | 14 | 14 | 12 | 10 | 9  |    |
| Cremonese   | 13     | 15 | 10 | 8  | 11 | 12 | 8  | 10 | 8  | 10 | 8  | 6  | 4  | 3  | 5  | 5  | 5  | 3  | 5  | 5  | 3  | 2  | 2  | 2  | 2  | 3  | 3  | 2  | 2  | 3  | 4  | 3  | 4  | 4  | 4  | 4  | 4  | 4  |    |
| Feralpisalò | 18     | 20 | 20 | 20 | 20 | 20 | 17 | 19 | 19 | 20 | 20 | 20 | 20 | 20 | 20 | 20 | 20 | 20 | 20 | 20 | 20 | 18 | 18 | 19 | 19 | 19 | 19 | 19 | 19 | 19 | 19 | 19 | 19 | 19 | 19 | 19 | 19 | 19 |    |
| Lecco       | 4      | 6  | 9  | 11 | 14 | 15 | 16 | 18 | 18 | 19 | 17 | 17 | 17 | 17 | 16 | 16 | 19 | 17 | 16 | 16 | 17 | 20 | 20 | 20 | 20 | 20 | 20 | 20 | 20 | 20 | 20 | 20 | 20 | 20 | 20 | 20 | 20 | 20 |    |
| Modena      | 6      | 2  | 2  | 1  | 3  | 2  | 3  | 4  | 5  | 5  | 5  | 4  | 5  | 7  | 6  | 7  | 8  | 8  | 8  | 9  | 9  | 8  | 9  | 8  | 8  | 8  | 7  | 8  | 12 | 13 | 13 | 13 | 13 | 12 | 12 | 14 | 14 | 10 |    |
| Palermo     | 10     | 8  | 5  | 2  | 2  | 3  | 2  | 2  | 1  | 2  | 2  | 3  | 3  | 5  | 8  | 8  | 7  | 7  | 6  | 7  | 6  | 6  | 5  | 5  | 3  | 4  | 5  | 6  | 5  | 5  | 6  | 6  | 6  | 6  | 6  | 6  | 6  | 6  |    |
| Parma       | 3      | 1  | 1  | 4  | 1  | 1  | 1  | 1  | 2  | 1  | 1  | 1  | 1  | 1  | 1  | 1  | 1  | 1  | 1  | 1  | 1  | 1  | 1  | 1  | 1  | 1  | 1  | 1  | 1  | 1  | 1  | 1  | 1  | 1  | 1  | 1  | 1  | 1  |    |
| Pisa        | 14     | 10 | 12 | 14 | 13 | 13 | 13 | 14 | 14 | 13 | 15 | 14 | 12 | 11 | 11 | 13 | 14 | 13 | 13 | 13 | 11 | 13 | 13 | 10 | 12 | 15 | 14 | 11 | 8  | 11 | 9  | 10 | 9  | 9  | 9  | 11 | 12 | 13 |    |
| Reggiana    | 16     | 13 | 16 | 17 | 15 | 14 | 15 | 15 | 15 | 15 | 11 | 12 | 13 | 14 | 15 | 15 | 16 | 14 | 12 | 11 | 12 | 10 | 10 | 11 | 13 | 13 | 13 | 15 | 11 | 12 | 10 | 11 | 12 | 13 | 13 | 9  | 13 | 11 |    |
| Sampdoria   | 7      | 14 | 15 | 16 | 17 | 17 | 18 | 20 | 20 | 17 | 18 | 16 | 14 | 13 | 14 | 10 | 9  | 10 | 10 | 14 | 15 | 14 | 14 | 15 | 15 | 14 | 15 | 12 | 9  | 7  | 7  | 8  | 8  | 8  | 8  | 7  | 7  | 7  |    |
| Spezia      | 9      | 12 | 14 | 18 | 18 | 19 | 19 | 16 | 16 | 16 | 16 | 18 | 18 | 18 | 19 | 19 | 18 | 19 | 19 | 19 | 19 | 19 | 19 | 17 | 17 | 18 | 18 | 18 | 16 | 18 | 16 | 16 | 17 | 17 | 17 | 15 | 15 | 15 |    |
| Südtirol    | 8      | 5  | 8  | 6  | 6  | 7  | 7  | 9  | 10 | 8  | 7  | 9  | 11 | 12 | 13 | 14 | 13 | 15 | 15 | 12 | 13 | 15 | 12 | 14 | 14 | 12 | 12 | 10 | 13 | 9  | 12 | 12 | 11 | 11 | 11 | 10 | 9  | 12 |    |
| Ternana     | 15     | 17 | 19 | 19 | 19 | 18 | 20 | 17 | 17 | 18 | 19 | 19 | 19 | 19 | 18 | 17 | 15 | 16 | 17 | 18 | 16 | 17 | 17 | 16 | 16 | 16 | 16 | 16 | 17 | 16 | 17 | 17 | 15 | 15 | 16 | 18 | 16 | 16 |    |
| Venezia     | 2      | 4  | 3  | 5  | 4  | 4  | 5  | 3  | 3  | 4  | 3  | 2  | 2  | 2  | 2  | 2  | 2  | 2  | 2  | 2  | 4  | 3  | 4  | 4  | 4  | 2  | 2  | 4  | 3  | 2  | 3  | 4  | 3  | 3  | 3  | 3  | 3  | 3  |    |

## Kết quả

### Tỷ số
| Nhà \ Khách | ASC | BAR | BRE | CAT | CIT | COM | COS | CRE | FER | LEC | MOD | PAL | PAR | PIS | REG | SAM | SPE | SUD | TER | VEN |
| ----------- | --- | --- | --- | --- | --- | --- | --- | --- | --- | --- | --- | --- | --- | --- | --- | --- | --- | --- | --- | --- |
| Ascoli      | —   | 2–2 | 1–1 | 1–0 | 0–0 | 0–1 | 0–1 | 0–0 | 3–0 | 4–1 | 0–0 | 0–1 | 1–3 | 2–1 | 0–0 | 1–1 | 1–2 | 1–2 | 2–0 | 0–0 |
| Bari        | 1–0 | —   | 2–0 | 2–2 | 1–1 | 1–1 | 0–0 | 1–2 | 1–0 | 3–1 | 1–1 | 0–0 | 1–1 | 1–1 | 0–2 | 0–1 | 1–1 | 2–1 | 3–1 | 0–3 |
| Brescia     | 1–1 | 1–2 | —   | 1–1 | 2–0 | 2–0 | 1–0 | 0–3 | 1–1 | 4–1 | 0–1 | 4–2 | 0–2 | 3–1 | 0–0 | 3–1 | 0–0 | 1–1 | 0–0 | 0–0 |
| Catanzaro   | 3–2 | 2–0 | 2–3 | —   | 1–1 | 1–2 | 2–0 | 0–0 | 3–0 | 5–3 | 1–2 | 1–1 | 0–5 | 2–0 | 0–1 | 1–3 | 3–0 | 2–2 | 2–1 | 3–2 |
| Cittadella  | 0–0 | 1–1 | 3–2 | 1–2 | —   | 0–3 | 2–0 | 1–2 | 1–1 | 2–1 | 1–1 | 2–0 | 1–2 | 0–1 | 1–0 | 1–2 | 4–1 | 2–1 | 2–2 | 0–0 |
| Como        | 0–2 | 2–1 | 1–0 | 1–0 | 2–1 | —   | 1–1 | 1–3 | 2–1 | 0–0 | 2–1 | 3–3 | 1–1 | 3–1 | 2–2 | 1–0 | 4–0 | 2–0 | 2–1 | 2–1 |
| Cosenza     | 3–0 | 4–1 | 1–2 | 0–2 | 0–0 | 1–2 | —   | 1–2 | 1–1 | 3–0 | 1–2 | 1–1 | 0–0 | 1–1 | 2–0 | 1–2 | 2–2 | 2–2 | 1–3 | 4–2 |
| Cremonese   | 2–2 | 0–1 | 1–0 | 0–0 | 3–0 | 2–1 | 1–0 | —   | 0–1 | 1–0 | 4–0 | 2–2 | 1–2 | 2–1 | 1–1 | 1–1 | 3–0 | 0–1 | 1–2 | 1–0 |
| Feralpisalò | 0–1 | 3–3 | 2–2 | 3–0 | 0–1 | 2–5 | 2–2 | 1–0 | —   | 5–1 | 1–1 | 1–2 | 1–2 | 0–1 | 0–3 | 1–3 | 1–2 | 0–2 | 0–1 | 2–2 |
| Lecco       | 0–2 | 1–0 | 0–2 | 3–4 | 1–1 | 0–3 | 1–3 | 0–1 | 1–2 | —   | 2–3 | 0–1 | 3–2 | 1–3 | 1–0 | 0–1 | 0–0 | 2–1 | 2–3 | 1–2 |
| Modena      | 1–0 | 1–1 | 1–2 | 1–3 | 1–1 | 0–0 | 1–1 | 0–1 | 2–3 | 0–0 | —   | 0–2 | 3–0 | 2–0 | 2–1 | 0–2 | 0–0 | 1–0 | 2–1 | 1–3 |
| Palermo     | 2–2 | 3–0 | 1–0 | 1–2 | 0–1 | 3–0 | 0–1 | 3–2 | 3–0 | 1–2 | 4–2 | —   | 0–0 | 3–2 | 1–2 | 2–2 | 2–2 | 2–1 | 2–3 | 0–3 |
| Parma       | 1–1 | 2–1 | 2–1 | 0–2 | 2–0 | 2–1 | 1–1 | 1–1 | 2–0 | 4–0 | 1–1 | 3–3 | —   | 3–2 | 0–0 | 1–1 | 2–0 | 2–0 | 3–1 | 2–1 |
| Pisa        | 1–0 | 1–1 | 1–1 | 2–2 | 2–1 | 1–1 | 1–2 | 0–0 | 3–1 | 1–2 | 2–2 | 4–3 | 1–2 | —   | 2–2 | 2–0 | 2–3 | 2–2 | 1–0 | 1–2 |
| Reggiana    | 1–1 | 1–1 | 1–1 | 1–0 | 0–2 | 2–2 | 0–4 | 2–2 | 1–1 | 1–1 | 1–0 | 1–3 | 1–1 | 0–0 | —   | 1–2 | 0–0 | 1–1 | 0–2 | 1–0 |
| Sampdoria   | 2–1 | 1–1 | 1–1 | 1–2 | 1–2 | 1–1 | 2–0 | 1–2 | 2–3 | 2–0 | 2–2 | 1–0 | 0–3 | 0–2 | 1–0 | —   | 2–1 | 0–1 | 4–1 | 1–2 |
| Spezia      | 2–1 | 1–0 | 0–0 | 1–1 | 4–2 | 0–1 | 0–0 | 0–1 | 0–2 | 1–1 | 1–1 | 1–0 | 0–1 | 0–0 | 1–2 | 0–0 | —   | 2–1 | 2–2 | 2–1 |
| Südtirol    | 3–1 | 1–0 | 1–1 | 0–1 | 0–0 | 0–1 | 0–1 | 3–0 | 1–0 | 1–0 | 0–0 | 0–1 | 0–0 | 1–2 | 2–3 | 3–1 | 3–3 | —   | 4–3 | 0–3 |
| Ternana     | 0–1 | 0–0 | 0–1 | 1–0 | 3–1 | 0–1 | 1–0 | 0–1 | 2–1 | 0–0 | 0–0 | 1–1 | 1–3 | 1–1 | 3–0 | 1–2 | 1–1 | 1–1 | —   | 0–1 |
| Venezia     | 3–1 | 3–1 | 2–0 | 2–1 | 2–0 | 3–0 | 1–1 | 2–1 | 2–1 | 2–2 | 2–2 | 1–3 | 3–2 | 2–1 | 2–3 | 5–3 | 1–0 | 2–3 | 1–0 | —   |

### Bảng thắng bại
- T = Thắng, H = Hòa, B = Bại
- () = Trận đấu bị hoãn
- (T), (H), (B) = Trận đấu bù với kết quả; Trận đấu bù được ghi trong cột nào, ví dụ cột số 10 có nghĩa là đã thi đấu sau vòng 10 và trước vòng 11.

| Đội (20)    | 1  | 2  | 3  | 4 | 5 | 6 | 7 | 8 | 9 | 10    | 11 | 12    | 13 | 14    | 15 | 16 | 17 | 18 | 19 | Đội (20)    | 20 | 21 | 22 | 23 | 24 | 25 | 26 | 27 | 28 | 29 | 30 | 31 | 32 | 33 | 34 | 35 | 36 | 37 | 38 | Đội (20)    |
| ----------- | -- | -- | -- | - | - | - | - | - | - | ----- | -- | ----- | -- | ----- | -- | -- | -- | -- | -- | ----------- | -- | -- | -- | -- | -- | -- | -- | -- | -- | -- | -- | -- | -- | -- | -- | -- | -- | -- | -- | ----------- |
| Ascoli      | B  | B  | T  | B | B | H | T | H | H | T     | B  | B     | B  | H     | B  | B  | T  | B  | H  | Ascoli      | H  | H  | T  | B  | B  | H  | T  | H  | H  | B  | T  | B  | H  | H  | H  | T  | B  | H  | T  | Ascoli      |
| Bari        | H  | T  | H  | H | H | H | B | H | H | H     | T  | T     | H  | B     | B  | T  | B  | H  | H  | Bari        | T  | H  | B  | B  | T  | T  | B  | B  | H  | B  | B  | H  | B  | B  | H  | B  | H  | H  | T  | Bari        |
| Brescia     | () | () | () | T | T | H | H | H | H | T (B) | B  | B (B) | B  | H (H) | T  | H  | T  | T  | B  | Brescia     | T  | H  | B  | T  | B  | H  | H  | H  | T  | B  | H  | T  | T  | B  | H  | H  | H  | T  | B  | Brescia     |
| Catanzaro   | H  | T  | T  | T | B | H | H | T | T | T     | B  | B     | B  | T     | T  | T  | B  | B  | B  | Catanzaro   | T  | B  | H  | H  | T  | H  | T  | T  | T  | B  | H  | T  | B  | T  | H  | H  | T  | B  | B  | Catanzaro   |
| Cittadella  | T  | B  | H  | H | T | B | H | T | H | B     | B  | T     | T  | T     | T  | T  | H  | T  | H  | Cittadella  | T  | B  | B  | B  | B  | B  | B  | B  | B  | H  | H  | H  | T  | H  | H  | H  | B  | H  | B  | Cittadella  |
| Como        | B  | H  | () | T | T | T | T | H | B | B     | T  | H     | T  | T (H) | T  | T  | B  | H  | T  | Como        | T  | H  | B  | T  | T  | B  | H  | T  | T  | B  | T  | T  | T  | T  | T  | H  | T  | H  | H  | Como        |
| Cosenza     | T  | H  | B  | B | H | T | B | T | T | B     | H  | H     | T  | B     | B  | B  | H  | H  | B  | Cosenza     | B  | T  | T  | H  | H  | T  | B  | H  | B  | H  | B  | B  | H  | H  | T  | T  | T  | H  | H  | Cosenza     |
| Cremonese   | H  | B  | T  | H | H | H | T | B | T | B     | T  | T     | T  | T     | H  | T  | B  | T  | B  | Cremonese   | T  | T  | T  | T  | H  | H  | H  | T  | T  | T  | B  | B  | T  | B  | H  | B  | T  | H  | T  | Cremonese   |
| Feralpisalò | B  | B  | B  | B | H | B | T | B | H | B     | B  | H     | H  | B     | B  | B  | T  | T  | H  | Feralpisalò | B  | T  | T  | H  | B  | B  | B  | T  | B  | T  | B  | T  | H  | B  | B  | H  | H  | B  | B  | Feralpisalò |
| Lecco       | () | () | () | B | B | H | B | B | B | B (T) | T  | H (H) | T  | B (H) | T  | B  | B  | H  | T  | Lecco       | B  | B  | B  | B  | B  | B  | H  | B  | B  | B  | B  | H  | H  | T  | B  | B  | B  | B  | B  | Lecco       |
| Modena      | () | T  | T  | T | H | H | H | B | B | H (T) | T  | T     | B  | H     | T  | B  | H  | B  | H  | Modena      | B  | B  | T  | H  | H  | H  | H  | H  | B  | B  | H  | H  | H  | B  | H  | T  | B  | H  | T  | Modena      |
| Palermo     | H  | () | T  | T | T | B | T | T | T | H     | B  | B (T) | B  | H     | B  | H  | T  | H  | T  | Palermo     | B  | T  | H  | T  | T  | T  | H  | B  | B  | T  | B  | B  | H  | H  | H  | B  | B  | H  | T  | Palermo     |
| Parma       | T  | T  | T  | H | T | H | T | T | B | T     | T  | T     | B  | H     | T  | H  | H  | T  | T  | Parma       | H  | T  | B  | T  | T  | T  | H  | H  | T  | T  | T  | B  | H  | T  | H  | T  | H  | H  | H  | Parma       |
| Pisa        | () | T  | B  | B | H | T | H | B | H | T (B) | B  | H     | T  | H     | H  | B  | B  | T  | H  | Pisa        | H  | T  | B  | H  | T  | B  | B  | H  | T  | T  | B  | T  | B  | T  | H  | H  | B  | H  | B  | Pisa        |
| Reggiana    | B  | H  | B  | H | H | T | H | B | H | T     | T  | H     | B  | H     | B  | H  | B  | T  | T  | Reggiana    | H  | H  | T  | H  | H  | B  | H  | H  | H  | T  | H  | T  | B  | B  | B  | T  | T  | B  | H  | Reggiana    |
| Sampdoria   | T  | B  | B  | H | B | H | B | B | H | T     | B  | T     | T  | T     | B  | T  | T  | B  | H  | Sampdoria   | B  | B  | T  | H  | B  | H  | T  | B  | T  | T  | T  | T  | H  | B  | H  | H  | T  | T  | T  | Sampdoria   |
| Spezia      | H  | () | B  | B | B | B | H | T | H | H     | H  | B (H) | H  | B     | B  | T  | T  | B  | H  | Spezia      | B  | B  | T  | H  | H  | T  | H  | B  | H  | T  | H  | T  | H  | B  | H  | H  | T  | H  | T  | Spezia      |
| Südtirol    | H  | T  | () | T | H | H | H | B | B | T     | T  | B     | B  | B (H) | B  | B  | T  | B  | B  | Südtirol    | T  | H  | B  | T  | B  | H  | T  | H  | T  | B  | T  | B  | H  | T  | H  | B  | T  | H  | B  | Südtirol    |
| Ternana     | B  | B  | B  | H | B | H | B | T | H | B     | B  | B     | T  | H     | T  | T  | T  | B  | H  | Ternana     | B  | T  | B  | B  | H  | T  | H  | T  | B  | B  | T  | B  | H  | T  | H  | B  | B  | T  | T  | Ternana     |
| Venezia     | T  | H  | T  | H | T | H | B | T | T | B     | T  | T     | T  | T     | T  | B  | B  | H  | H  | Venezia     | T  | B  | T  | B  | T  | H  | T  | T  | B  | T  | T  | B  | H  | T  | T  | T  | B  | T  | B  | Venezia     |
| Đội (20)    | 1  | 2  | 3  | 4 | 5 | 6 | 7 | 8 | 9 | 10    | 11 | 12    | 13 | 14    | 15 | 16 | 17 | 18 | 19 | Đội (20)    | 20 | 21 | 22 | 23 | 24 | 25 | 26 | 27 | 28 | 29 | 30 | 31 | 32 | 33 | 34 | 35 | 36 | 37 | 38 | Đội (20)    |

## Play-off thăng hạng
Quy tắc:
- Vòng sơ loại: đội xếp trên thi đấu trên sân nhà. Nếu các đội hòa nhau sau thời gian thi đấu chính thức, hiệp phụ sẽ được diễn ra. Nếu điểm số vẫn bằng nhau thì đội xếp cao hơn sẽ đi tiếp;
- Bán kết: đội xếp trên được chơi trên sân nhà ở trận lượt về. Nếu các đội hòa nhau về tổng điểm, đội xếp cao hơn sẽ đi tiếp;
- Chung kết: đội xếp trên được chơi trên sân nhà ở trận lượt về. Nếu các đội hòa nhau về tổng điểm, đội có vị trí cao hơn sẽ được thăng hạng lên Serie A , trừ khi các đội kết thúc bằng điểm sau mùa giải chính thức, trong trường hợp đó, đội chiến thắng được quyết định bằng hiệp phụ và loạt sút luân lưu nếu cần thiết.

### Vòng sơ loại
| Palermo            | 2–0      | Sampdoria |
| ------------------ | -------- | --------- |
| - Diakité 43', 47' | Chi tiết |           |

| Catanzaro                                                 | 4–2 (s.h.p.) | Brescia                    |
| --------------------------------------------------------- | ------------ | -------------------------- |
| - Iemmello 26', 120+2' - Donnarumma 90+6' - Brignola 105' | Chi tiết     | - Galazzi 8' - Moncini 52' |

### Bán kết
| Palermo | 0–1      | Venezia       |
| ------- | -------- | ------------- |
|         | Chi tiết | - Pierini 62' |

| Venezia                     | 2–1      | Palermo              |
| --------------------------- | -------- | -------------------- |
| - Tessmann 4' - Candela 43' | Chi tiết | - Svoboda 86' (l.n.) |

Venezia thắng chung cuộc 3–1.
| Catanzaro                   | 2–2      | Cremonese                    |
| --------------------------- | -------- | ---------------------------- |
| - Biasci 51' - Brignola 68' | Chi tiết | - Tsadjout 14' - Ciofani 50' |

| Cremonese                                                | 4–1      | Catanzaro      |
| -------------------------------------------------------- | -------- | -------------- |
| - Vázquez 12' - Buonaiuto 19' - Coda 37' - Sernicola 69' | Chi tiết | - Antonini 80' |

Cremonese thắng chung cuộc 6–3.

### Chung kết

#### Lượt đi
| Cremonese | 0–0      | Venezia |
| --------- | -------- | ------- |
|           | Chi tiết |         |

#### Lượt về
| Venezia       | 1–0 | Cremonese |
| ------------- | --- | --------- |
| - Gytkjær 24' |     |           |

Venezia thắng chung cuộc 1–0 và được thăng hạng lên Serie A.

## Play-out trụ hạng
Hai đội xếp thứ 16 và 17 bảng xếp hạng sau vòng 38 sẽ phải thi đấu trận play-out trụ hạng 2 lượt, và đội xếp trên sẽ được chơi trận lượt về trên sân nhà. Nếu sau 2 lượt trận, 2 đội bằng nhau về tổng điểm, đội xếp dưới sẽ xuống hạng Serie C nếu có số điểm ít hơn đội xếp trên; còn khi 2 đội kết thúc mùa giải chính thức mà bằng điểm nhau thì đội thắng sẽ được quyết định bằng hiệp phụ và loạt sút luân lưu.
| Đội 1 | TTS | Đội 2   | Lượt đi | Lượt về |
| ----- | --- | ------- | ------- | ------- |
| Bari  | 4–1 | Ternana | 1–1     | 3–0     |

### Lượt đi
| Bari        | 1–1 | Ternana       |
| ----------- | --- | ------------- |
| - Nasti 59' |     | - Pereiro 82' |

### Lượt về
| Ternana | 0–3      | Bari                                        |
| ------- | -------- | ------------------------------------------- |
|         | Chi tiết | - Di Cesare 45+2' - Ricci 51' - Sibilli 64' |

Bari thắng chung cuộc 4–1.

## Thống kê

### Ghi bàn hàng đầu
Tính đến ngày 10/5/2024
| Hạng | Cầu thủ                | Đội       | Số bàn thắng |
| ---- | ---------------------- | --------- | ------------ |
| 1    | Joel Pohjanpalo        | Venezia   | 22           |
| 2    | Gennaro Tutino         | Cosenza   | 20           |
| 3    | Matteo Brunori         | Palermo   | 17           |
| 4    | Daniele Casiraghi      | Südtirol  | 16           |
| 4    | Massimo Coda           | Cremonese | 16           |
| 6    | Pietro Iemmello        | Catanzaro | 15           |
| 7    | Patrick Cutrone        | Como      | 14           |
| 8    | Pedro Mendes           | Ascoli    | 11           |
| 8    | Christian Gytkjær      | Venezia   | 11           |
| 8    | Giuseppe Sibilli       | Bari      | 11           |
| 8    | Dennis Man             | Parma     | 11           |
| 12   | Adrian Benedyczak      | Parma     | 10           |
| 12   | Mattia Valoti          | Pisa      | 10           |
| 12   | Manuel De Luca         | Sampdoria | 10           |
| 12   | Gabriele Moncini       | Brescia   | 10           |
| 12   | Tommaso Biasci         | Catanzaro | 10           |
| 17   | Jari Vandeputte        | Catanzaro | 9            |
| 17   | Antonio Raimondo       | Ternana   | 9            |
| 17   | Gennaro Borrelli       | Brescia   | 9            |
| 17   | Alessandro Gabrielloni | Como      | 9            |
| 17   | Fabio Borini           | Sampdoria | 9            |
| 17   | Nicolò Buso            | Lecco     | 9            |

### Hat-trick
- H (= Home) – Sân nhà
- A (= Away) – Sân khách

| Cầu thủ         | Đội       | Đối thủ   | Kết quả | Thời gian              |
| --------------- | --------- | --------- | ------- | ---------------------- |
| Matteo Brunori  | Palermo   | Venezia   | 3–1 (A) | Vòng 7 ngày 26/9/2023  |
| Joel Pohjanpalo | Venezia   | Sampdoria | 5–3 (H) | Vòng 20 ngày 14/1/2024 |
| Gennaro Tutino  | Cosenza   | Venezia   | 4–2 (H) | Vòng 21 ngày 20/1/2024 |
| Manuel De Luca  | Sampdoria | Ternana   | 4–1 (H) | Vòng 31 ngày 1/4/2024  |
| Fabio Borini    | Sampdoria | Catanzaro | 3–1 (A) | Vòng 38 ngày 10/5/2024 |

### Kiến tạo hàng đầu
Tính đến ngày 10/5/2024
| Hạng | Cầu thủ           | Đội                | Số kiến tạo |
| ---- | ----------------- | ------------------ | ----------- |
| 1    | Jari Vandeputte   | Catanzaro          | 14          |
| 2    | Giacomo Calò      | Cosenza            | 8           |
| 3    | Manuel Marras     | Cosenza            | 7           |
| 3    | Franco Vázquez    | Cremonese          | 7           |
| 3    | Daniele Casiraghi | Südtirol           | 7           |
| 3    | Dennis Johnsen    | Venezia/ Cremonese | 7           |
| 3    | Nicolas Galazzi   | Brescia            | 7           |
| 3    | Ange-Yoan Bonny   | Parma              | 7           |
| 9    | Dennis Man        | Parma              | 6           |
| 9    | Franco Lepore     | Lecco              | 6           |
| 9    | Alessio Iovine    | Como               | 6           |
| 9    | Lucas Da Cunha    | Como               | 6           |

### Số trận giữ sạch lưới
Tính đến ngày 27/5/2024
| Hạng | Cầu thủ            | Đội        | Số trận thi đấu | Số trận sạch lưới | Tỷ lệ |
| ---- | ------------------ | ---------- | --------------- | ----------------- | ----- |
| 1    | Leandro Chichizola | Parma      | 37              | 13                | 35%   |
| 2    | Adrian Šemper      | Como       | 38              | 13                | 34%   |
| 3    | Jesse Joronen      | Venezia    | 31              | 11                | 35%   |
| 4    | Alessandro Micai   | Cosenza    | 37              | 10                | 27%   |
| 5    | Elhan Kastrati     | Cittadella | 35              | 10                | 28%   |
| 6    | Andreas Jungdal    | Cremonese  | 18              | 10                | 56%   |
| 7    | Andrea Fulignati   | Catanzaro  | 40              | 10                | 25%   |
| 8    | Giacomo Poluzzi    | Südtirol   | 37              | 10                | 27%   |
| 9    | Francesco Bardi    | Reggiana   | 30              | 9                 | 30%   |
| 10   | Mirko Pigliacelli  | Palermo    | 37              | 9                 | 24%   |
| 11   | Emiliano Viviano   | Ascoli     | 27              | 9                 | 33%   |

### Kỷ luật

#### Cầu thủ[59]
- Nhận nhiều thẻ vàng nhất: 16
  -  Valerio Di Cesare (Bari)
- Nhận nhiều thẻ đỏ nhất: 3
  -  Giuseppe Bellusci (Ascoli)

#### Câu lạc bộ[60]
- Nhận nhiều thẻ vàng nhất: 131
  - Cosenza
- Nhận ít thẻ vàng nhất: 70
  - Venezia
- Nhận nhiều thẻ đỏ nhất: 9
  - Ascoli
- Nhận ít thẻ đỏ nhất: 2
  - Brescia
  - Cittadella